# Macrhybopsis gelida
Macrhybopsis gelida är en fiskart som först beskrevs av Girard, 1856.  Macrhybopsis gelida ingår i släktet Macrhybopsis och familjen karpfiskar. IUCN kategoriserar arten globalt som sårbar. Inga underarter finns listade i Catalogue of Life.